# 十校联盟
十校联盟（TSAO,又译十校招生组织）成立于1966年，包括美国东北部的十所私立高中（又称大学预科学校）。会员学校录取率低，教学质量很高，毕业生考取顶尖大学比例很高，学校历史悠久，因此十校联盟也被称作“小常春藤”。十校联盟中的八所学校有时又被称为八校联盟，这八所学校不包括希尔中学和Taft School。
会员学校有：
- 菲利普斯学院，所在地：安多佛, 马萨诸塞
- 菲利普斯埃克塞特学院，所在地： 埃克塞特， 新罕布什尔
- 乔特罗斯玛丽学校，所在地：沃灵福德， 康涅狄格
- 迪尔菲尔德学院，所在地：第尔菲尔德，马萨诸塞
- 希尔中学，所在地：Pottstown，宾夕法尼亚
- 霍奇基斯学校，所在地：雷克维尔, 康涅狄格
- Lawrenceville School， 所在地：Lawrenceville, 新泽西
- Loomis Chaffee， 所在地：温莎, 康涅狄格
- 圣保罗学校，所在地：康科德, 新罕布什尔
- Taft School，所在地：水城, 康涅狄格